# FC Uzwil
Der FC Uzwil ist ein Schweizer Fussballverein aus der Gemeinde Uzwil im Kanton St. Gallen.

## Geschichte
Gegründet wurde der Verein am 11. Oktober 1911 im Restaurant Ochsen in Niederuzwil. 1972 stieg er erstmals in die damals drittklassige 1. Liga auf. Im Schweizer Cup 1972/73 gelangte er bis in den Achtelfinal, wo er gegen den FC Winterthur (0:2) ausschied. 1979 stieg er letztmals in die 1. Liga auf. Zum Ende der Saison 2020/21 stieg er nach 40 Jahren in die 1. Liga auf, die mittlerweile die vierthöchste Schweizer Liga darstellt.

## Spielorte
Der FC Uzwil wechselte in seiner Anfangszeit seine Spielorte häufig. Seine erfolgreiche Zeit in den 1970er-Jahren erlebte er auf dem Sportplatz an der Flawilerstrasse, auf dem zum Teil heute noch Spiele von Teams der Uzwiler stattfinden. Seit 1984 spielt der FC Uzwil auf der Sportanlage Rüti in der Ortschaft Henau.

## Vereinsstruktur
Der Verein verfügt über eine grosse Juniorenabteilung mit insgesamt 15 Teams. Drei dieser Teams spielen in der höchsten Breitensportliga, der Youth League.
Im Umfeld des FC Uzwil befindet sich auch der 1980 gegründete Frauenfussballclub Uzwil (FFC Uzwil) für den drei Aktiv- und fünf Juniorinnenteams spielen. Der Verein ist allerdings organisatorisch vom FC Uzwil getrennt. Bei den Juniorinnen wurden 2017 und 2018 ein Team zweimal hintereinander Cupsiegerinnen im regionalen und nationalem Cupwettbewerb.